# Elaphrerga eucentrota
Elaphrerga eucentrota är en fjärilsart som beskrevs av Edward Meyrick 1930. Elaphrerga eucentrota ingår i släktet Elaphrerga och familjen praktmalar, Oecophoridae. Inga underarter finns listade i Catalogue of Life.